# 아마존 대시

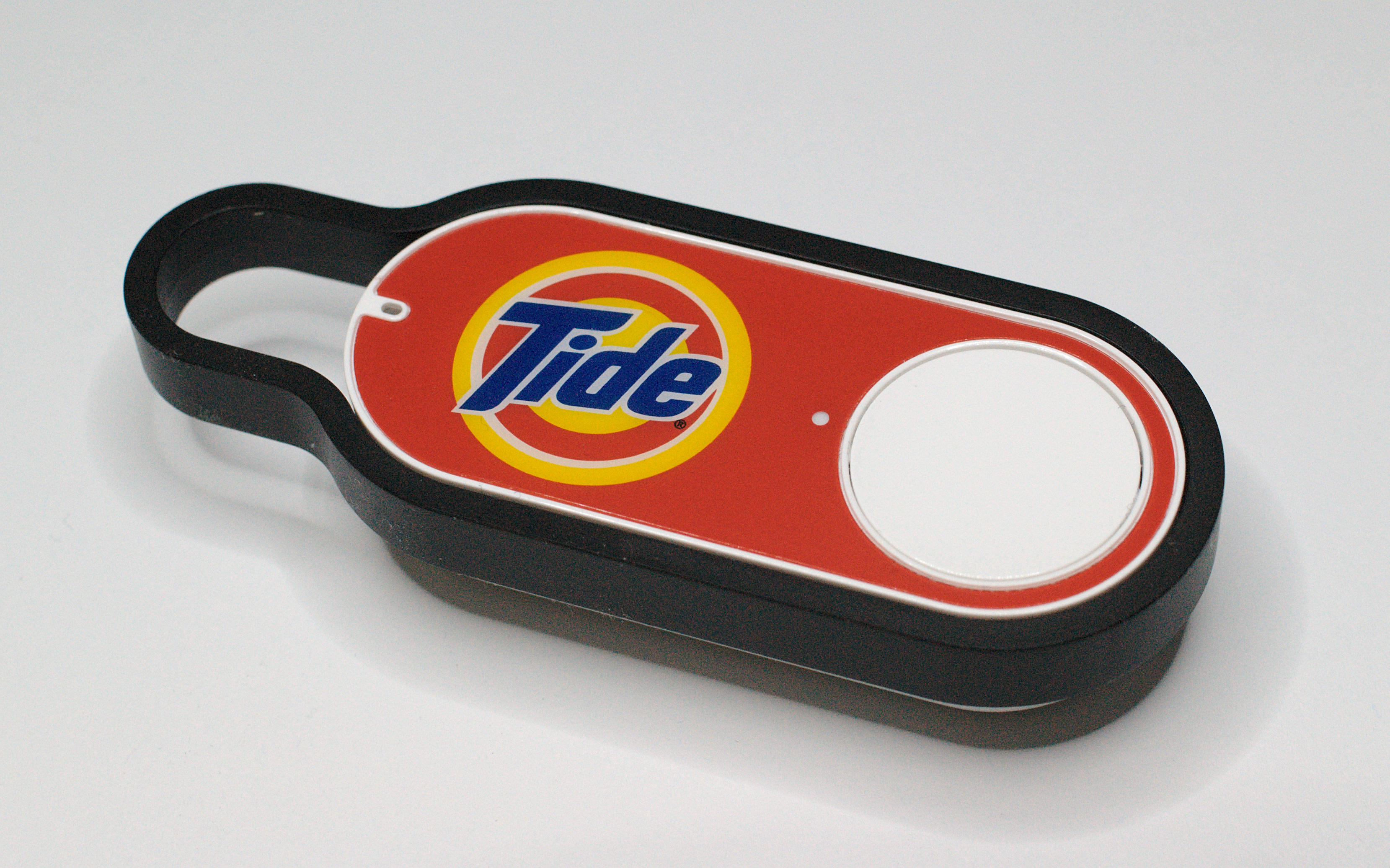
타이드 (브랜드) 세제용 아마존 대시 버튼

아마존 대시(Amazon Dash)는 인터넷을 통해 상품을 주문하기 위해 독점 장치와 API를 사용하는 소비재 주문 서비스였다.
아마존 대시는 다음을 포함한 여러 구성 요소로 구성되었다.
- Wi-Fi 연결 바코드 스캐너이자 음성 명령 장치인 Amazon Dash Wand는 AmazonFresh와 통합되어 집 안의 소비재를 재주문하는 데 사용된다.
- Amazon Dash Button은 집 주변에 배치할 수 있고 소독용 물티슈나 종이 타월과 같은 소비재를 주문하도록 프로그래밍할 수 있는 소형 소비자 전자 장치이다. 그리고
- 제조업체가 장치에 물리적 버튼이나 자동 감지 기능을 추가하여 필요한 경우 아마존에서 소모품을 다시 주문할 수 있는 Amazon Dash Replenishment Service.
- 아마존 가상 대시 버튼은 실제 대시 버튼의 모양과 기능을 모방하지만 아마존 웹사이트와 디스플레이가 있는 일부 스마트 장치에 표시된다.